# AV-ресивер

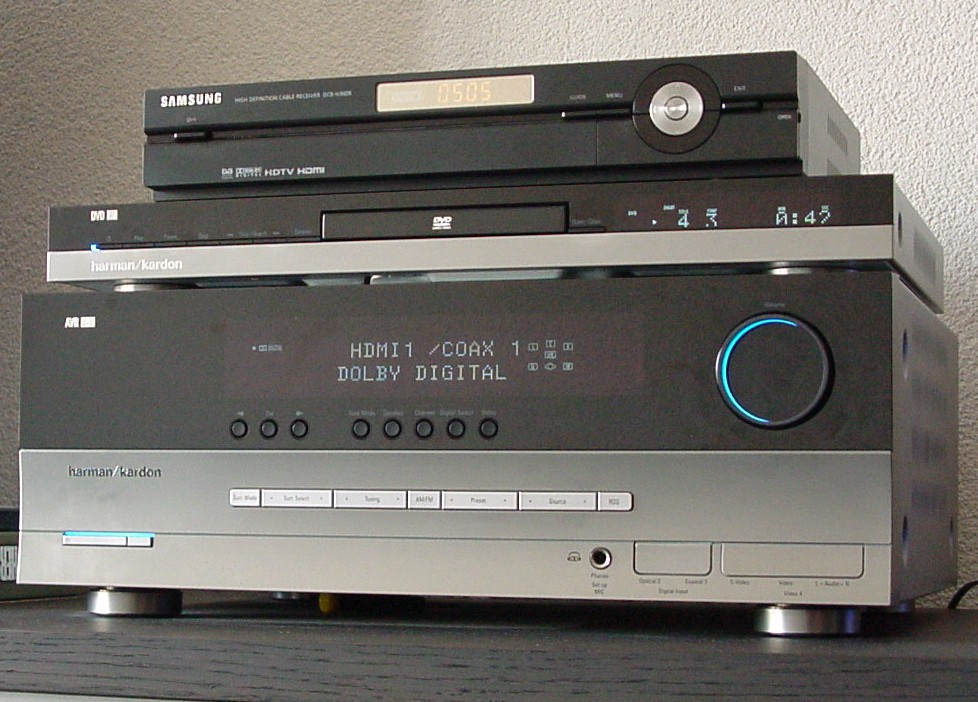
AV-ресивер Harman Kardon AVR 245 — це великий пристрій у нижній частині. Зверху — DVD 37 і Samsung DCB H360R

AV-ресивер (англ. AV receiver - audio-video receiver) — багатоканальний підсилювач з декодерами цифрового аудіопотоку (ЦАП - Цифро-аналоговий перетворювач), тюнером і комутатором аудіо- і відеосигналів для побутового застосування в системах домашнього кінотеатру. За відсутності тюнера апарат називають AV-підсилювачем. Він також може об'єднуватися з DVD-програвачем або розділятися на блок AV-процесора і блок підсилювачів потужності. Може перетворювати звукові та відеоформати.

## Історія
Спочатку слово «ресивер» в радіотехнічній термінології означало всього-на-всього радіоприймач, тобто тюнер з вбудованим підсилювачем. Сьогодні ж це складний пристрій, здатний обробляти цифрові й аналогові багатоканальні звукові сигнали, а також відеосигнали, і служить центром домашнього кінотеатру. Простенький радіотюнер в ресиверах залишився нині чимось на зразок данини минулому.
Завдяки розробникам домашніх звукових систем в нього стали вбудовувати спочатку найпростіші процесори ефектів навколишнього звуку, що працюють за принципом затримки і фазового зсуву сигналу стереоканалів. Виходив ефект відлуння у великому залі, коли спочатку глядач чув звук, що йде з екрану, а потім після короткого, але відчутного на слух проміжку часу до нього доходив звук, відбитий від задніх та бокових стін.
Надалі набув поширення принцип багатоканального запису звукової доріжки до фільму. Знадобилося більше число каналів підсилення.
Інженери компанії Dolby Laboratories запропонували використовувати спочатку чотири, а потім п'ять каналів навколишнього звуку. Змінився і принцип запису фонограми на побутові носії, якими в цей час були в основному відеокасети. Запис звуку відбувався за принципом математичної матриці, у двох стереодоріжках кодувалася інформація для чотирьох каналів.
Для її правильного зчитування та розподілу отриманих звукових даних у відповідні канали в ресивери стали вбудовувати декодер. З ним апарат отримав трохи більш довгу назву - AV-ресивер .
З розвитком домашнього кінотеатру і багатоканальних систем звукового супроводу фільмів Dolby Digital і DTS, число каналів зросла спочатку до 6 (пізніше до 8), а передача звуку (а потім і відео) стала здійснюватися за допомогою цифрових інтерфейсів (наприклад, HDMI) .